# Ponana puertoricensis
Ponana puertoricensis är en insektsart som beskrevs av Caldwell 1952 . Ponana puertoricensis ingår i släktet Ponana och familjen dvärgstritar. Inga underarter finns listade i Catalogue of Life.